# Elater asmodaius
Elater asmodaius là một loài bọ cánh cứng trong họ Elateridae. Loài này được Wurst miêu tả khoa học năm 1994.